# Contea di Lincoln (Oregon)
La contea di Lincoln (in inglese Lincoln County) è una contea dello Stato dell'Oregon, negli Stati Uniti. La popolazione al censimento del 2000 era di 44 479 abitanti. Il capoluogo di contea è Newport.

## Geografia
La contea si trova nella parte occidentale dello Stato e si affaccia sull'Oceano Pacifico. La costa è diversificata: si va dalle scogliere nella zona di Capo Perpetua alle spiagge sabbiose vicino a Lincoln City. La parte settentrionale della contea include la Riserva Siletz creata nel 1855.

### Contee confinanti
- Contea di Tillamook - nord
- Contea di Polk - nord-est
- Contea di Benton - sud-est
- Contea di Lane - sud

## Storia[4]
La contea fu creata nel 1893 (da parte delle contee Benton e Polk) e fu chiamata così in onore del presidente Abraham Lincoln.

## Comuni

### Cities[2]
- Depoe Bay
- Lincoln City
- Newport (capoluogo)
- Siletz
- Toledo
- Waldport
- Yachats

### Census-designated places
- Bayshore
- Lincoln Beach
- Neotsu
- Rose Lodge
- San Marine